# Michel Rocard
Michel Rocard (Courbevoie, Illa de França, 1930 - París, 2 de juliol de 2016) fou un polític francès, Primer Ministre de França de 1988 al 1991.
Fou secretari general dels estudiants socialistes (1955-56), però el 1958 abandonà la SFIO i, el 1960, fou cofundador del Parti Socialiste Unifié (PSU), del qual fou secretari general (1967-73). El 1975 s'integrà amb una part del PSU al Parti Socialiste, de François Mitterrand, i n'esdevingué membre del secretariat nacional.
Cap de l'ala socialdemòcrata del partit, fou ministre de planificació i desenvolupament regional (1981-83), d'agricultura (1983-85) i primer ministre (1988-91). Elegit secretari general del PSF després de la davallada socialista a les eleccions del 1993, dimití el 1994 i fou substituït per Henri Emmanuelli. Fou membre del Parlament Europeu.